# AmphibiaWeb
AmphibiaWeb – amerykańska organizacja non-profit mająca na celu stworzenie internetowej bazy danych zawierającej informacje o płazach.

## Historia
Organizacja powstała w roku 2000 w ramach współpracy działającej wewnątrz UC Berkeley’s Museum of Vertebrate Zoology, a jako dyrektor wybrany został amerykański herpetolog David Wake. Obecnie strona internetowa rozwijana jest przez naukowców z University of California, San Francisco State University, University of Florida, University of Texas at Austin i California Academy of Sciences, a także przez ochotników z całego świata.

## Cele
Wśród swoich celów strona ta wymienia:
- Stworzenie strony internetowej o każdym gatunku płazów zawierającej informację o jego statusie, taksonomii, zasięgu i biologii
- Dostarczanie informacji pozwalających na lepsze zrozumienie globalnego zanikania gatunków płazów
- Stworzenie repozytorium cyfrowego zawierającego dane i multimedia dotyczące płazów
- Zebranie w jednym miejscu ekspertów z dziedziny herpetologii

Obecnie baza danych zawiera informacje o ponad 8380 gatunków płazów, z czego dla 2740 stworzony został szczegółowy opis ich biologii (stan na 31.08.2021).